# 정이한 (가수)
정이한(본명: 정헌섭, 1987년 6월 3일~ )은 대한민국의 가수이자 더 넛츠 멤버이다. 현재 중부대학교 실용음악학과 강사로 근무하고있다.

## 학력
- 여의도고등학교 (졸업)
- 단국대학교 천안캠퍼스 생활음악학과 (졸업)
- 단국대학교 대중문화예술대학원 공연예술학과 (졸업)
- 단국대학교 대학원 커뮤니케이션학과 (졸업)